# Cycas angulata
Cycas angulata — вид голонасінних рослин класу саговникоподібні (Cycadopsida).

## Опис
Стебла деревовиді, 5(12) метрів заввишки, 15–25 см діаметром. Листя сіро-зелене (блакитнувате коли нове), напівглянсове, 110–170 см завдовжки. Пилкові шишки кулясті, оранжеві, довжиною 20–25 см, 12–15 см діаметром. Мегаспорофіли 25–50 см завдовжки, сіро-повстяні й коричнево-повстяні. Насіння яйцеподібне, 45–60 мм завдовжки, 40–50 мм завширшки. Саркотеста (плід) оранжево-коричнева, 3–4 мм завтовшки.

## Поширення, екологія
Цей вид відомий з Північної Території та Квінсленду, Австралія. Це особливий, локалізований вид, відомо з пониззя річок Верян, Фоелше і Робінсон поблизу Борололи, і з групи Щедрих Островів (Квінсленд) далі на схід до затоки Карпентарія. Росте від рівня моря до 30 м. Популяції знаходяться у відкритому трав'яному рідколіссі або луках на рівнинній місцевості й на піщаних наносах і глибоких пісках, як правило, поблизу струмків. Саговникоподібні — панівні компоненти рослинності там.

## Загрози та охорона
Немає великих загроз цьому виду.